# Valdemar Carling
Hakon Valdemar Carling, född 16 april 1901 i Uddevalla, död 23 juli 1968 i Slottsstadens församling, Malmö, var en svensk advokat och kommunalpolitiker (höger). Han var far till jazzmusikern Hans Carling och farfar till musikern Gunhild Carling.
Carling var son till folkskolläraren Herman Carling och Ester Lundborg. Efter studentexamen i Uddevalla 1920 blev han juris kandidat vid Lunds universitet 1928. Han bedrev egen advokatverksamhet i Malmö från 1930 och var tillsammans med Gunnar Delvert (född 1903 i Malmö, död där 1982) innehavare av advokatbyrån Carling & Delvert i Malmö från 1933. Carling blev ledamot av Sveriges Advokatsamfund 1935.
År 1934 blev Carling den förste ordföranden i den då bildade Ungsvenska föreningen i Malmö, nuvarande Moderata ungdomsförbundet, en post han behöll till 1937. Han var ledamot av Malmö stadsfullmäktige 1934–1942 samt av fattigvårdsstyrelsen, arbetslöshetskommittén och hjälpkommittén. 
Enligt Joakim Berglund, journalist på Sydsvenskan, ingick Carling i den innersta kretsen av Riksföreningen Sverige-Tyskland och han var 1940 redaktör för denna förenings tidskrift Sverige–Tyskland. Enligt Berglund var Carling nära knuten till det nätverk som drevs i Malmö av Nysvenska rörelsens grundare Per Engdahl i syfte att hjälpa tyska nazister att fly i samband med andra världskrigets slut. Omkring 4000 personer uppges ha smugglats ut ur Tyskland och Danmark under åren 1944–1948 genom denna organisation.
Carling är begravd på Limhamns kyrkogård i Malmö.